# Stadhuis van Groningen
Het stadhuis van Groningen staat aan de Grote Markt in Groningen. Het huidige gebouw, ontworpen door architect Jacob Otten Husly in Hollands classicistische, neoclassicistische bouwstijl, staat op de plaats waar al sinds de dertiende eeuw een raadhuis stond. Het werd door Groningers jarenlang aangeduid als Oude Stadhuis, maar sinds de sloop van het Nieuwe Stadhuis in 1996 is het weer gewoon stadhuis.
Aan de voorzijde van het Stadhuis is een gedenkplaat aangebracht ter gelegenheid van de Bevrijding in 1945; aan de zuidzijde een plaquette ter herinnering aan zes tijdens deze oorlog omgekomen raadsleden. De windvaan op het stadhuis werd in 1889 geschonken door Willem Albert Scholten die destijds in het tegenovergelegen Scholtenhuis woonde, zodat deze vanuit zijn raam kon zien waar de wind vandaan kwam.

## Geschiedenis
Het stadhuis werd gebouwd op de plaats van het 15e-eeuwse raad- en wijnhuis dat in 1775 werd afgebroken. Een door het stadsbestuur aan de eenkoppige jury Petrus Camper (intimus van de Groningse burgemeester Antoon Adriaan van Iddekinge) toevertrouwde prijsvraag voor een ontwerp, de eerste keer dat op een dergelijke wijze in Nederland architectuur bedreven werd, voor een nieuw stadhuis (waaraan drie dozijn ontwerpers op inschreven) werd in 1774 gewonnen door Jacob Otten Husly, een kennis van Camper. Zijn oorspronkelijke ontwerp werd wegens geldgebrek niet uitgevoerd. De welvaart van de stad steunde in de achttiende eeuw voor een groot deel op de turfwinning, na het uitschrijven van de prijsvraag liepen de winsten die de stad maakte echter flink terug.
In 1792 maakte Husly een versoberd ontwerp, waarin echter wel de gewenste 'perystyle' (als benaming voor de verhoogde zuileningang aan buitenzijde) was opgenomen. Met de bouw werd in 1793 begonnen, maar door geldgebrek en in inval van Franse troepen rond 1800 liep het project veel vertraging op: het werk lag jarenlang stil. Bij de hervatting van de werkzaamheden in 1802 was het nog net geen bouwval. Pas in 1810 werd het stadhuis in gebruik genomen. Oorspronkelijk had het gebouw een U-vormige plattegrond. In 1872 werd de voorheen open westzijde, de achterkant, echter volgebouwd vanwege ruimtegebrek in het gebouw. Zo ontstond alsnog de binnenplaats die Husly in eerste instantie voor ogen had. In deze periode kreeg het stadhuis ook het vlaggetje geschonken door W.A. Scholten, die tegenover het stadhuis woonde en graag wilde zien waar de wind vandaan kwam. Het vlaggetje staat er nog altijd.
In 1962 werd een uitbreiding (in Groningen aangeduid als het Nieuwe Stadhuis) voltooid naar ontwerp van architect Jo Vegter, een veel bekritiseerd wit marmeren gebouw dat met een luchtbrug verbonden was met het Goudkantoor en het Oude Stadhuis. Zowel inwoners van de stad Groningen als Monumentenzorg waren tegen de bouw van het nieuwe stadhuis omdat dit het historische karakter van het oude stadhuis zou aantasten door de moderne loopbrug tussen het oude en nieuwe gedeelte. Na lang aandringen door de bevolking werd het in 1996 gesloopt, na slechts 34 jaar in gebruik te zijn geweest. Het werd vervangen door het woon- en winkelcomplex Waagstraat, ontworpen door de Italiaanse architect Adolfo Natalini. De afdelingen die tot dan in het Nieuwe Stadhuis waren gevestigd werden verplaatst naar een nieuw kantoor aan het Martinikerkhof: het Prefectenhof. Bij deze verbouwing van het stadhuis werd ook de ontvangsthal voorzien van een marmeren vloer. Deze stond al op de ontwerptekening van Husly, maar was toen door bezuinigingen geschrapt.

## Heden
In de voormalige raadszaal op de eerste verdieping wordt het Gulden Boek van de stad Groningen bewaard. Daarin zijn de ereburgers van de stad opgenomen. In de jaren 2020-2022 is het Stadhuis indringend gerenoveerd. De gemeenteraad van Groningen vergadert sindsdien in een grotere nieuwe raadszaal op de zolder. Tevens is het gebouw een trouwlocatie.

## Afbeeldingen

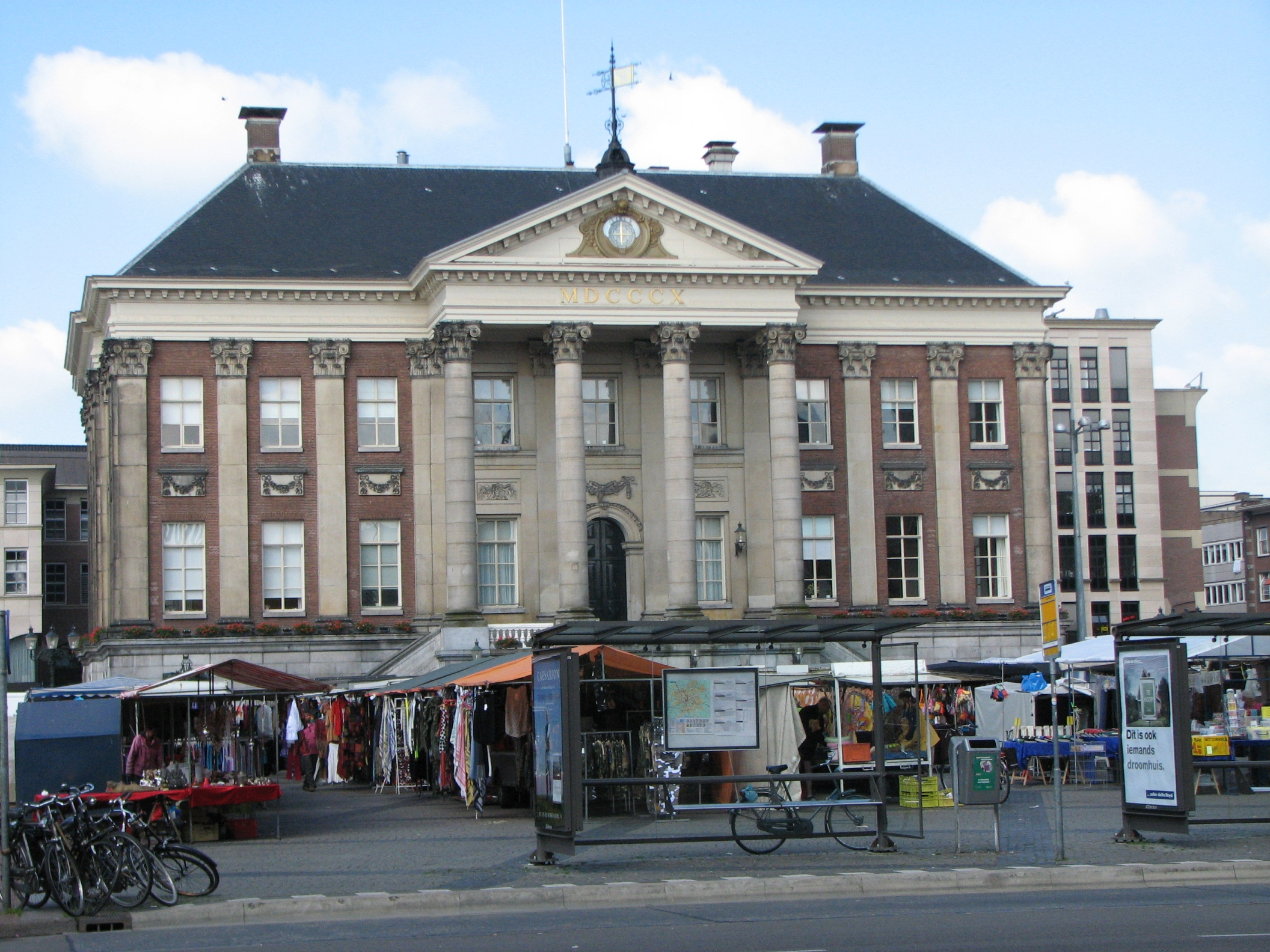
Stadshuis met ervoor de markt
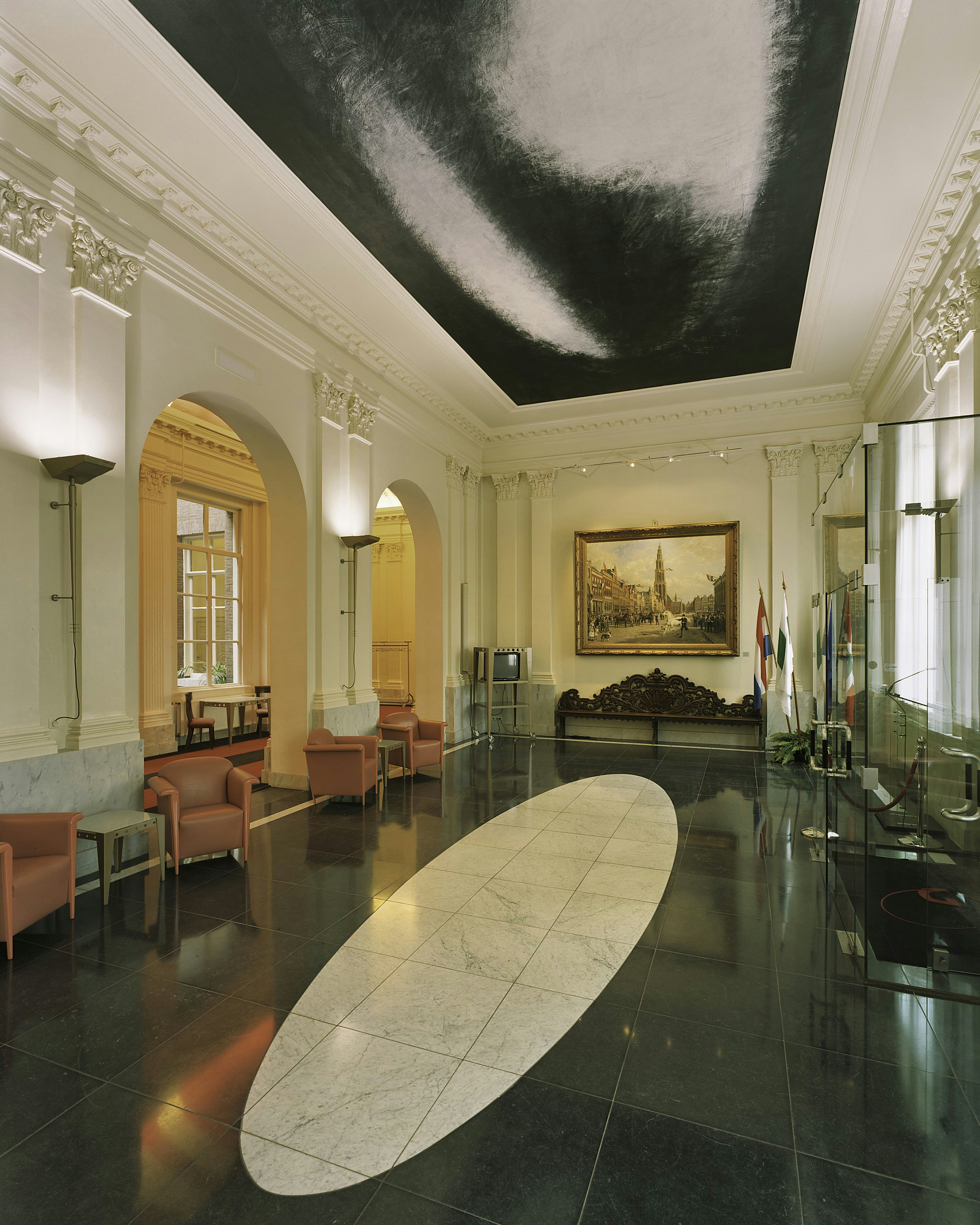
Entreehal, met plafondschildering van Ruud van de Wint en aan de muur "De Paardenkeuring" van Otto Eerelman
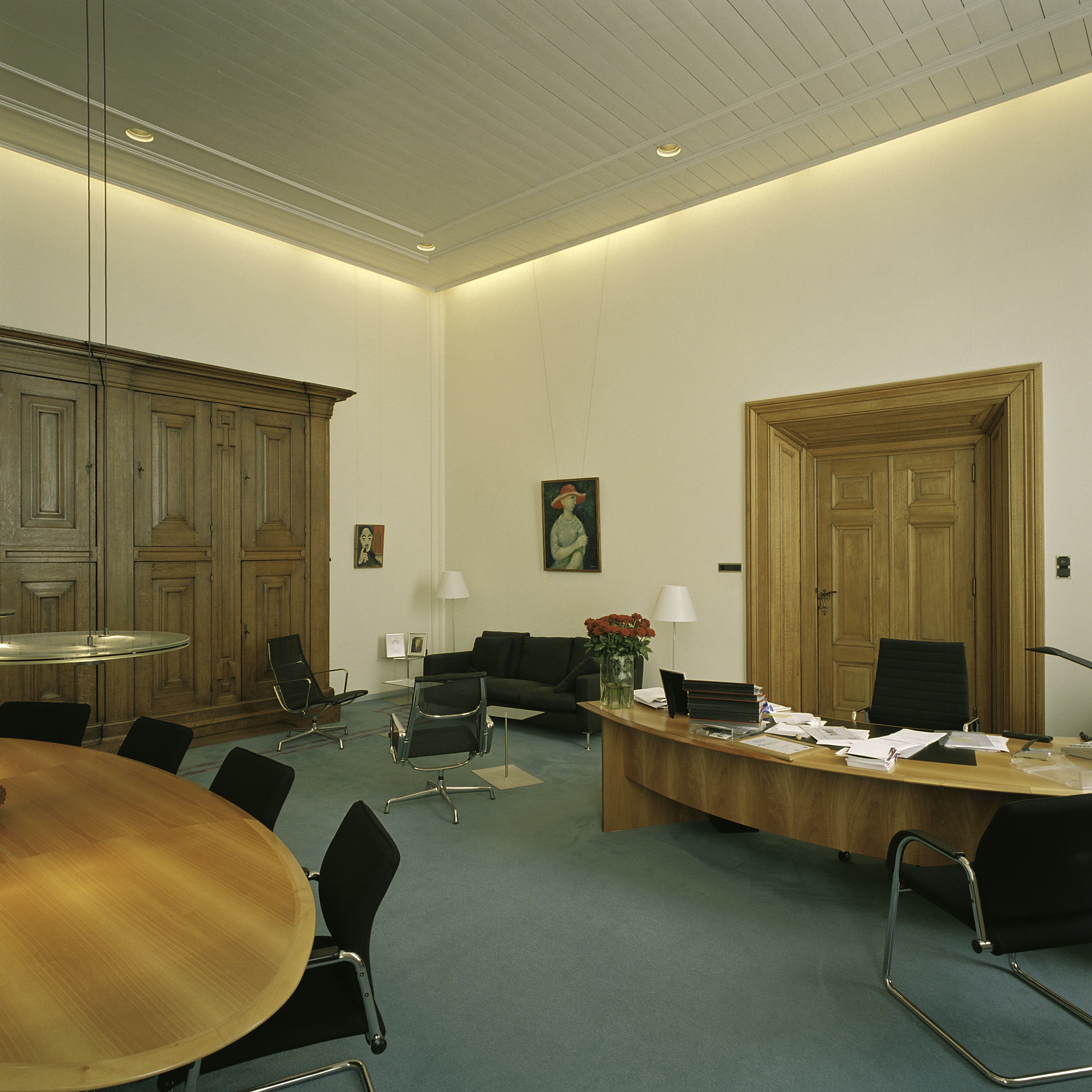
Burgemeesterskamer
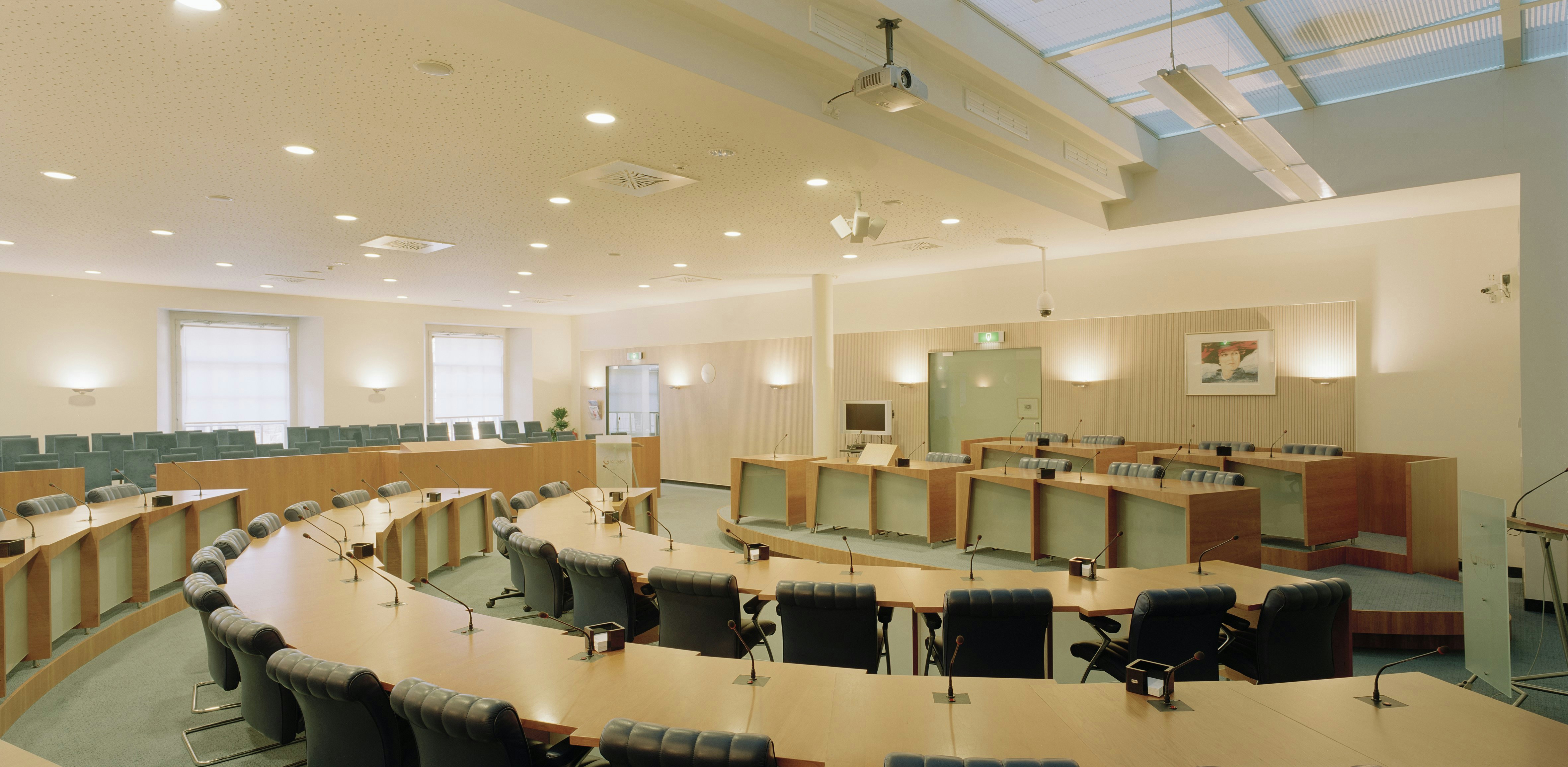
Raadzaal
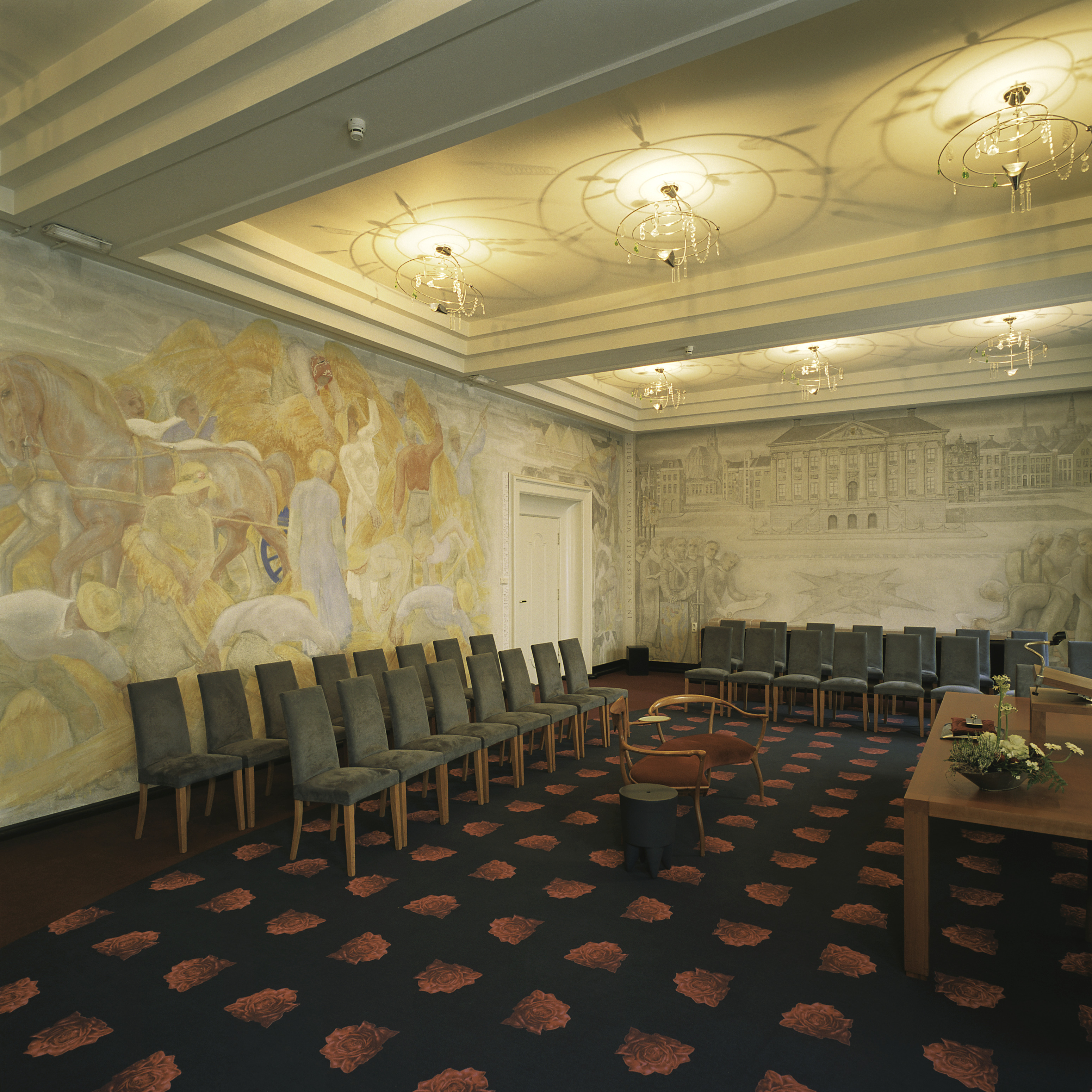
Trouwzaal
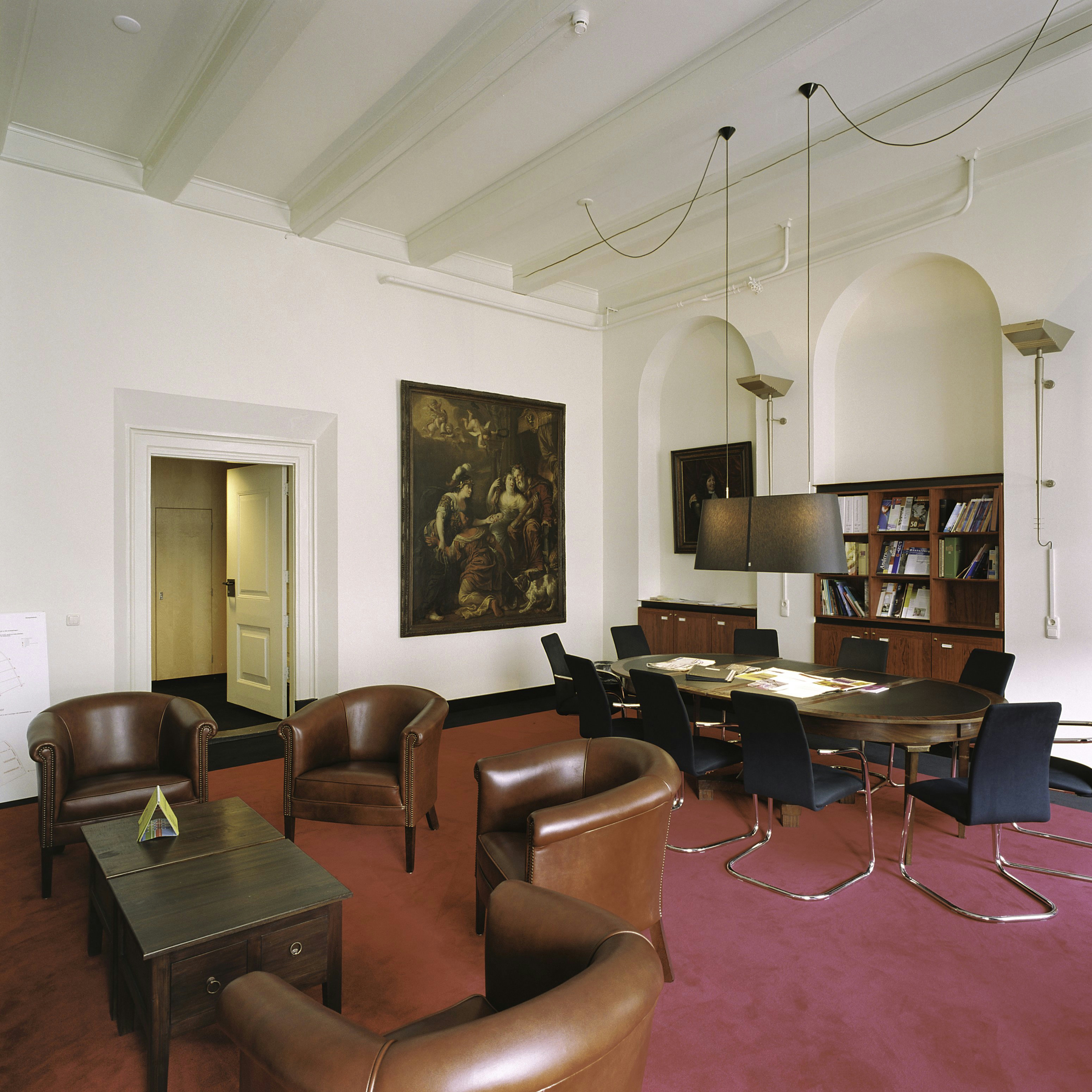
Leeskamer fracties
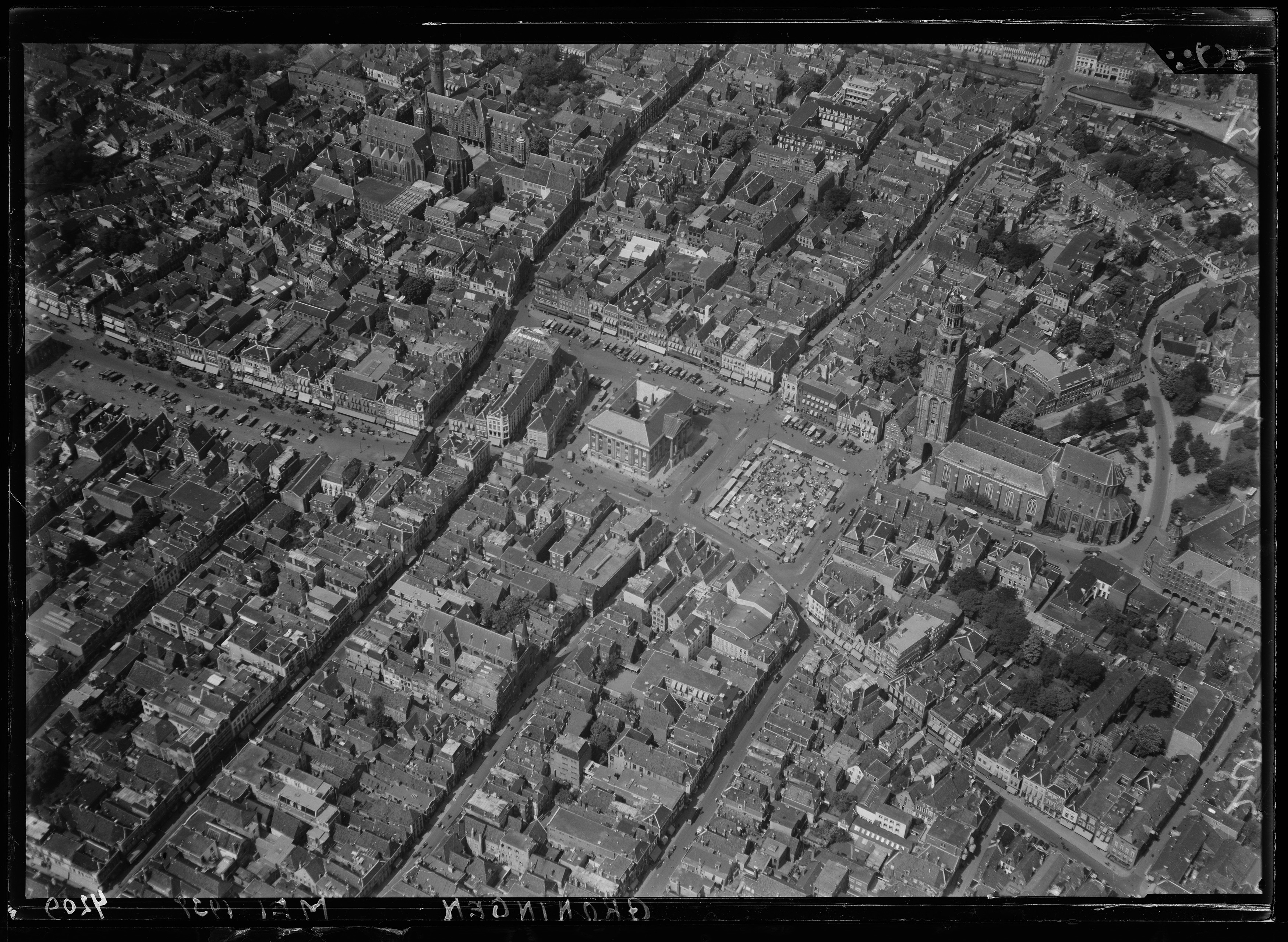
Luchtfoto van het stadhuis en directe omgeving (1920-1940).
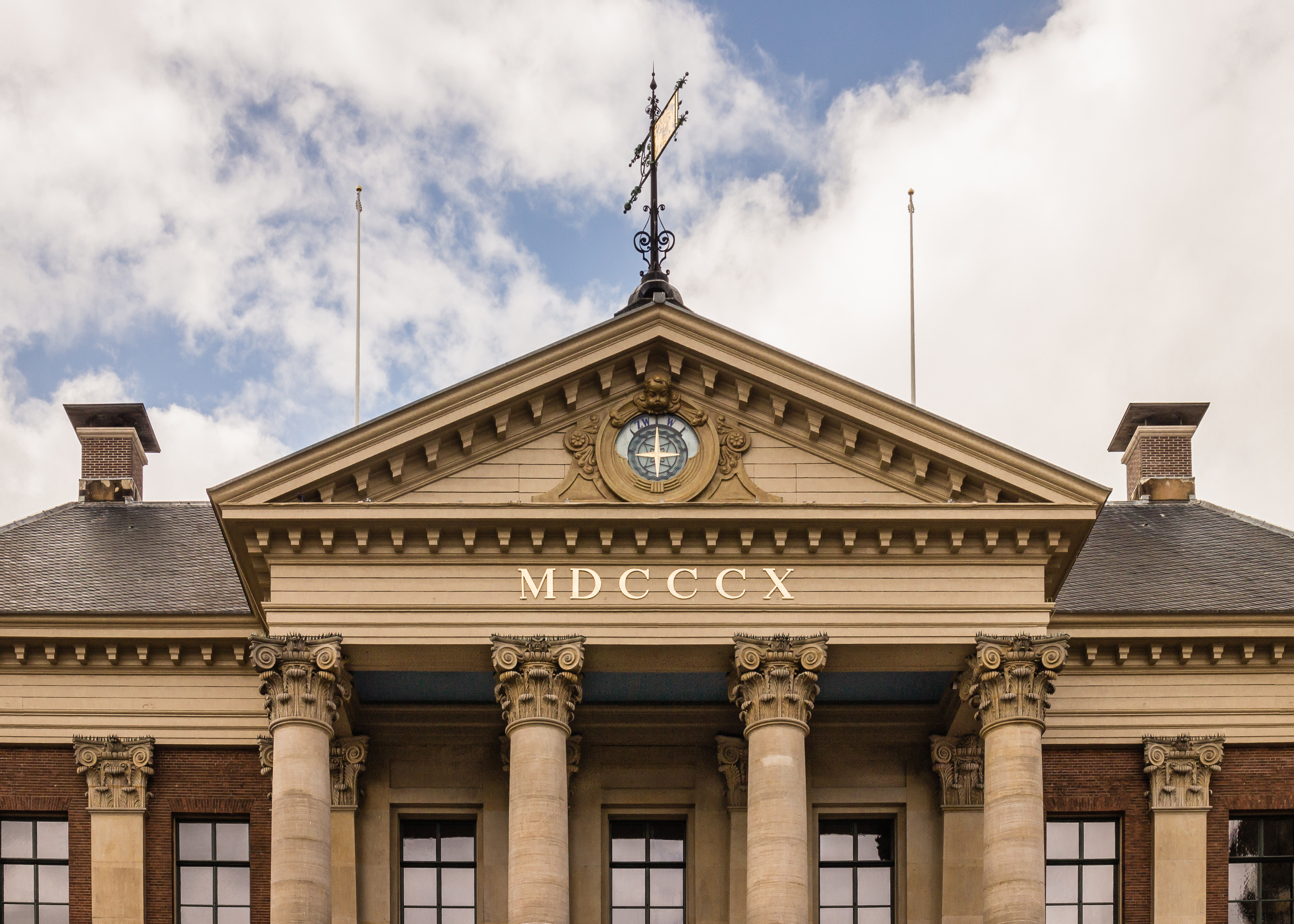
Detail voorgevel.
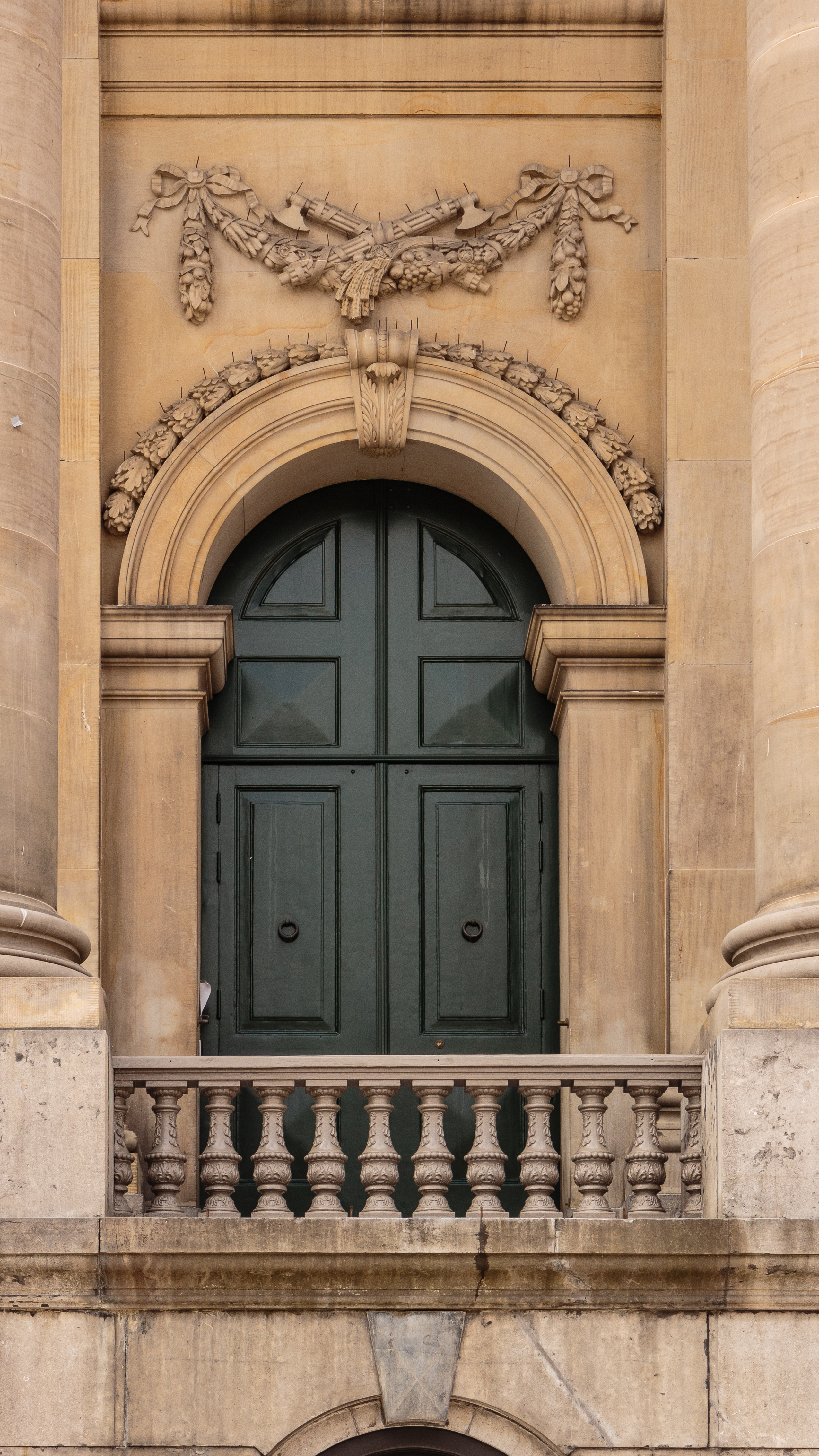
Ingang achter de balustrade.
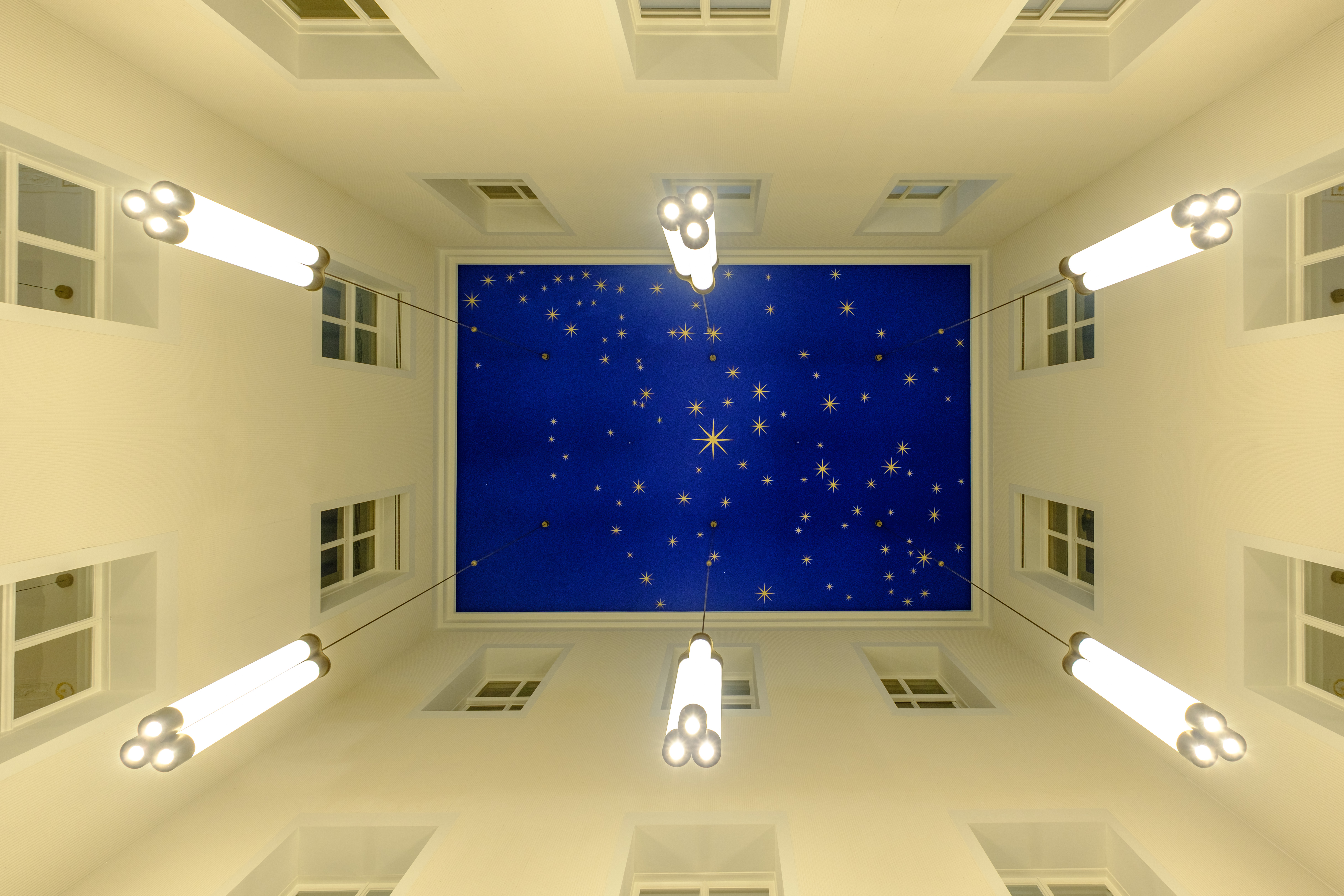
In 2022 aangebrachte sterrenhemel in het plafond van de Anda Kerkhovenzaal in het stadhuis. De sterrenhemel verwijst als trompe-l’oeil naar het verleden van deze ruimte als lichthof

- Rijksmonument: 18466
- Virtual International Authority File: 173188810